# 人斬
《人斬》（日語：人斬り）是1969年發行的日本武士電影，五社英雄執導，勝新太郎、仲代達矢、三岛由纪夫、石原裕次郎等主演。
電影背景設定在明治江户幕府末期，歷史真實人物幕末四大人斬為基礎，劇中有武士持刀互相拼搏場面，票房收入頗佳。

## 外部連結
- 互联网电影数据库（IMDb）上《Hitokiri》的资料（英文）